# 13e étape du Tour de France 2021
Pour un article plus général, voir Tour de France 2021.
La 13e étape du Tour de France 2021 se déroule le vendredi 9 juillet 2021 entre Nîmes et Carcassonne, sur une distance de 219,9 kilomètres. Elle est remportée au sprint par Mark Cavendish qui gagne sa 34e étape sur le Tour, égalant le record d’Eddy Merckx.

## Parcours
L'étape longue de 219,9 km va d'est en ouest de Nîmes à Carcassonne. Elle passe à Sommières, Saint-Mathieu-de-Tréviers, la côte du pic Saint-Loup au km 51,5 située entre Saint-Jean-de-Cuculles et Cazevieille (5,5 km à 3,6 %, seule côte comptant pour le classement de la montagne), Viols-le-Fort, Gignac, Aspiran, Fontès où se situe le sprint intermédiaire au km 104,2, Magalas, Murviel-lès-Béziers, Villespassans, Minerve, La Livinière, Caunes-Minervois et Villalier.

## Déroulement de la course

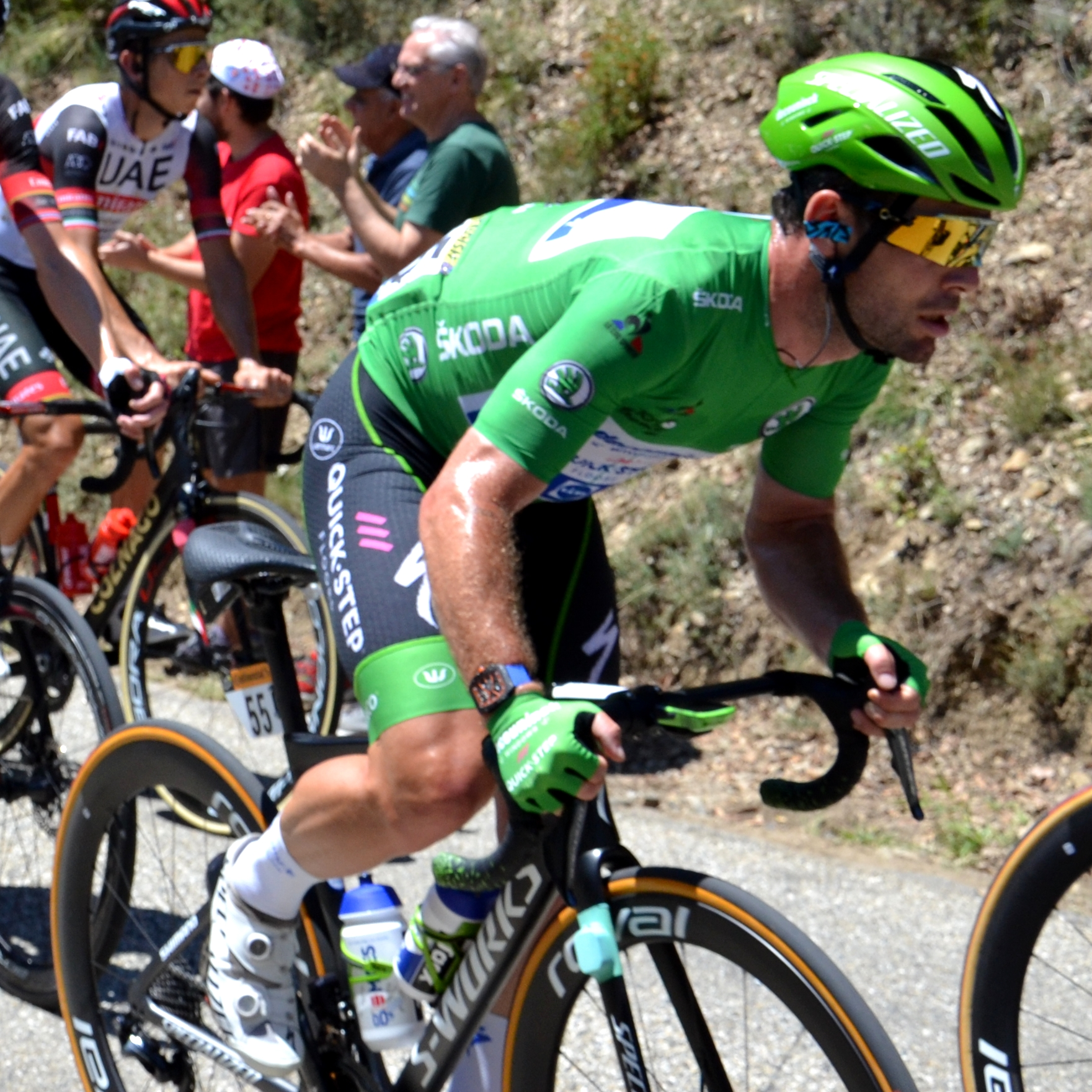
Mark Cavendish, le vainqueur du jour, dans la côte du pic Saint-Loup.

Une échappée de trois coureurs — Pierre Latour, Sean Bennett et Omer Goldstein — se forme tôt dans l’étape alors qu’il reste encore 190 km, elle est reprise par le peloton à 50 km de l’arrivée.
Une trentaine de coureurs sont pris dans une énorme chute à 60 km de l'arrivée provoquée par des gravillons éparpillés sur la route dans un virage et certains tombent dans le ravin recouvert de buissons. Cette chute spectaculaire provoque l’abandon de Roger Kluge, de Simon Yates, qui avait pourtant tenté de repartir, et de Lucas Hamilton.
L'étape est finalement remportée au sprint par Mark Cavendish qui gagne sa 34e étape sur le Tour, égalant ainsi le record d’Eddy Merckx. L'équipe Deceuninck-Quick Step est tellement supérieure dans ce sprint que Michael Morkov, le coéquipier qui emmène Cavendish, termine deuxième devant Jasper Philipsen de l'équipe Alpecin-Fenix.

## Résultats

### Classement de l'étape
| Classement de la 13e étape | Classement de la 13e étape | Classement de la 13e étape | Classement de la 13e étape         | Classement de la 13e étape |
|                            | Coureur                    | Pays                       | Équipe                             | Temps                      |
| -------------------------- | -------------------------- | -------------------------- | ---------------------------------- | -------------------------- |
| 1er                        | Mark Cavendish             | Royaume-Uni                | Deceuninck-Quick Step              | en 5 h 4 min 29 s          |
| 2e                         | Michael Mørkøv             | Danemark                   | Deceuninck-Quick Step              | + 0 s                      |
| 3e                         | Jasper Philipsen           | Belgique                   | Alpecin-Fenix                      | + 0 s                      |
| 4e                         | Iván García Cortina        | Espagne                    | Movistar                           | + 0 s                      |
| 5e                         | Danny van Poppel           | Pays-Bas                   | Intermarché-Wanty-Gobert Matériaux | + 0 s                      |
| 6e                         | Alex Aranburu              | Espagne                    | Astana-Premier Tech                | + 0 s                      |
| 7e                         | Christophe Laporte         | France                     | Cofidis                            | + 0 s                      |
| 8e                         | André Greipel              | Allemagne                  | Israel Start-Up Nation             | + 0 s                      |
| 9e                         | Magnus Cort Nielsen        | Danemark                   | EF Education-Nippo                 | + 0 s                      |
| 10e                        | Jasper Stuyven             | Belgique                   | Trek-Segafredo                     | + 0 s                      |
| modifier                   |                            |                            |                                    |                            |

### Points attribués
| Sprint intermédiaire Fontès (km 104,2) | Sprint intermédiaire Fontès (km 104,2) | Sprint intermédiaire Fontès (km 104,2) | Sprint intermédiaire Fontès (km 104,2) | Sprint intermédiaire Fontès (km 104,2) |
| -------------------------------------- | -------------------------------------- | -------------------------------------- | -------------------------------------- | -------------------------------------- |
|                                        | Coureur                                | Pays                                   | Équipe                                 | Point(s)                               |
| 1er                                    | Omer Goldstein                         | Israël                                 | Israel Start-Up Nation                 | 20                                     |
| 2e                                     | Sean Bennett                           | États-Unis                             | Qhubeka NextHash                       | 17                                     |
| 3e                                     | Pierre Latour                          | France                                 | TotalEnergies                          | 15                                     |
| 4e                                     | Sonny Colbrelli                        | Italie                                 | Bahrain Victorious                     | 13                                     |
| 5e                                     | Michael Matthews                       | Australie                              | Team BikeExchange                      | 11                                     |
| 6e                                     | Michael Mørkøv                         | Danemark                               | Deceuninck-Quick Step                  | 10                                     |
| 7e                                     | Jasper Philipsen                       | Belgique                               | Alpecin-Fenix                          | 9                                      |
| 8e                                     | Mark Cavendish                         | Royaume-Uni                            | Deceuninck-Quick Step                  | 8                                      |
| 9e                                     | Nacer Bouhanni                         | France                                 | Arkéa-Samsic                           | 7                                      |
| 10e                                    | Matej Mohorič                          | Slovénie                               | Bahrain Victorious                     | 6                                      |
| 11e                                    | Luka Mezgec                            | Slovénie                               | Team BikeExchange                      | 5                                      |
| 12e                                    | Kasper Asgreen                         | Danemark                               | Deceuninck-Quick Step                  | 4                                      |
| 13e                                    | Mikkel Bjerg                           | Danemark                               | UAE Team Emirates                      | 3                                      |
| 14e                                    | Sepp Kuss                              | États-Unis                             | Jumbo-Visma                            | 2                                      |
| 15e                                    | Tadej Pogačar                          | Slovénie                               | UAE Team Emirates                      | 1                                      |
| modifier                               |                                        |                                        |                                        |                                        |

| Arrivée d'étape Carcassonne (km 219,9) | Arrivée d'étape Carcassonne (km 219,9) | Arrivée d'étape Carcassonne (km 219,9) | Arrivée d'étape Carcassonne (km 219,9) | Arrivée d'étape Carcassonne (km 219,9) |
| -------------------------------------- | -------------------------------------- | -------------------------------------- | -------------------------------------- | -------------------------------------- |
|                                        | Coureur                                | Pays                                   | Équipe                                 | Point(s)                               |
| 1er                                    | Mark Cavendish                         | Royaume-Uni                            | Deceuninck-Quick Step                  | 50                                     |
| 2e                                     | Michael Mørkøv                         | Danemark                               | Deceuninck-Quick Step                  | 30                                     |
| 3e                                     | Jasper Philipsen                       | Belgique                               | Alpecin-Fenix                          | 20                                     |
| 4e                                     | Iván García Cortina                    | Espagne                                | Movistar                               | 18                                     |
| 5e                                     | Danny van Poppel                       | Pays-Bas                               | Intermarché-Wanty-Gobert Matériaux     | 16                                     |
| 6e                                     | Alex Aranburu                          | Espagne                                | Astana-Premier Tech                    | 14                                     |
| 7e                                     | Christophe Laporte                     | France                                 | Cofidis                                | 12                                     |
| 8e                                     | André Greipel                          | Allemagne                              | Israel Start-Up Nation                 | 10                                     |
| 9e                                     | Magnus Cort Nielsen                    | Danemark                               | EF Education-Nippo                     | 8                                      |
| 10e                                    | Jasper Stuyven                         | Belgique                               | Trek-Segafredo                         | 7                                      |
| 11e                                    | Nacer Bouhanni                         | France                                 | Arkéa-Samsic                           | 6                                      |
| 12e                                    | Michael Matthews                       | Australie                              | Team BikeExchange                      | 5                                      |
| 13e                                    | Cyril Barthe                           | France                                 | B&B Hotels p/b KTM                     | 4                                      |
| 14e                                    | Max Walscheid                          | Allemagne                              | Qhubeka NextHash                       | 3                                      |
| 15e                                    | Wout van Aert                          | Belgique                               | Jumbo-Visma                            | 2                                      |
| modifier                               |                                        |                                        |                                        |                                        |

### Bonifications en temps
|   | Coureur          | Pays        | Équipe                | Secondes |
| - | ---------------- | ----------- | --------------------- | -------- |
| 1 | Mark Cavendish   | Royaume-Uni | Deceuninck-Quick Step | 10 s     |
| 2 | Michael Mørkøv   | Danemark    | Deceuninck-Quick Step | 6 s      |
| 3 | Jasper Philipsen | Belgique    | Alpecin-Fenix         | 4 s      |

### Cols et côtes

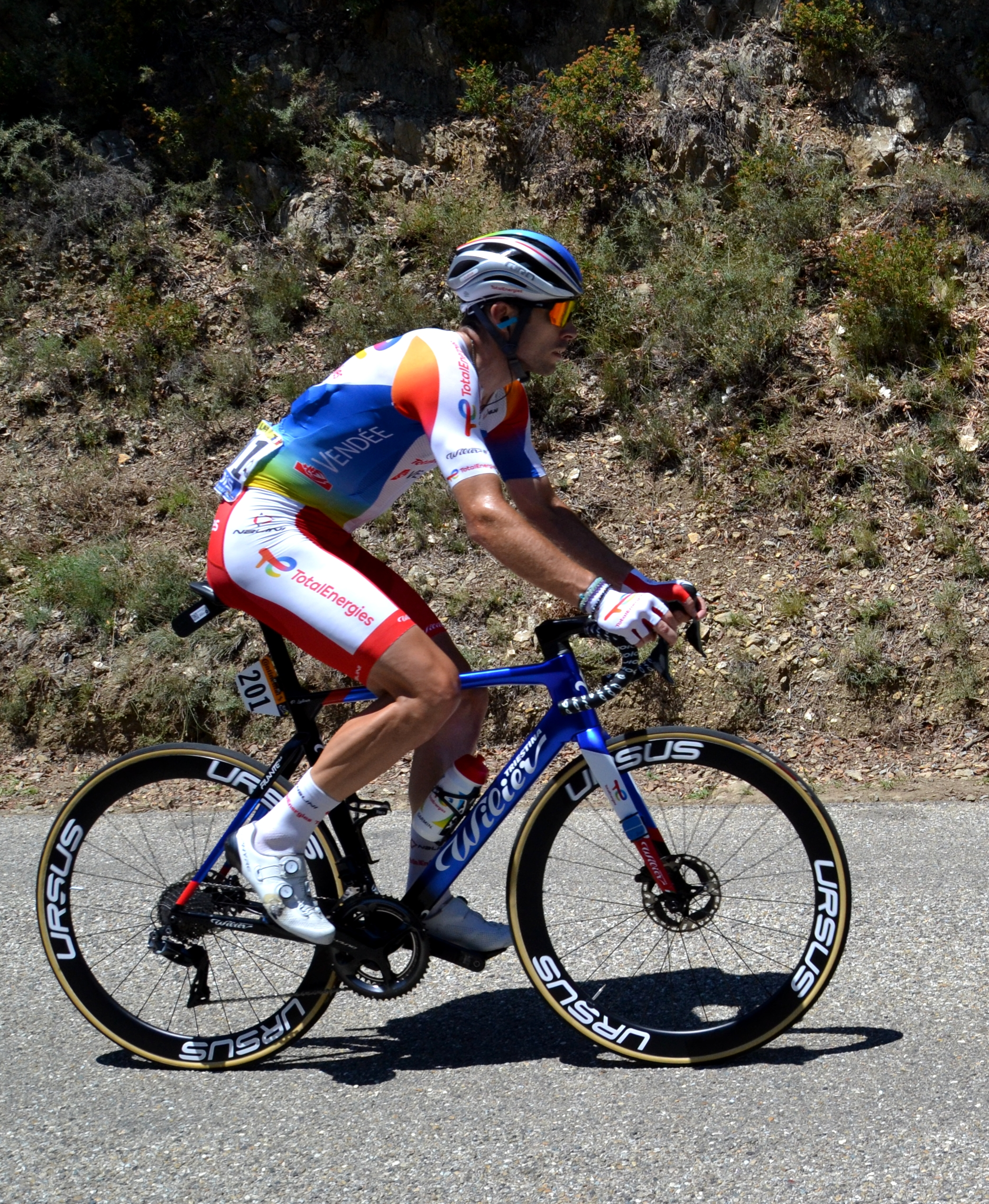
Pierre Latour dans la côte du pic Saint-Loup.

| Côte du Pic Saint-Loup (km 51,5) 4e catégorie (5,5 km à 3,6 %) | Côte du Pic Saint-Loup (km 51,5) 4e catégorie (5,5 km à 3,6 %) | Côte du Pic Saint-Loup (km 51,5) 4e catégorie (5,5 km à 3,6 %) | Côte du Pic Saint-Loup (km 51,5) 4e catégorie (5,5 km à 3,6 %) | Côte du Pic Saint-Loup (km 51,5) 4e catégorie (5,5 km à 3,6 %) |
| -------------------------------------------------------------- | -------------------------------------------------------------- | -------------------------------------------------------------- | -------------------------------------------------------------- | -------------------------------------------------------------- |
|                                                                | Coureur                                                        | Pays                                                           | Équipe                                                         | Point(s)                                                       |
| 1er                                                            | Pierre Latour                                                  | France                                                         | TotalEnergies                                                  | 1                                                              |
| modifier                                                       |                                                                |                                                                |                                                                |                                                                |

### Prix de la combativité
- Quentin Pacher (B&B Hotels p/b KTM)

## Classements à l'issue de l'étape

### Classement général
| Classement général | Classement général | Classement général | Classement général  | Classement général  |
|                    | Coureur            | Pays               | Équipe              | Temps               |
| ------------------ | ------------------ | ------------------ | ------------------- | ------------------- |
| 1er                | Tadej Pogačar      | Slovénie           | UAE Team Emirates   | en 52 h 27 min 12 s |
| 2e                 | Rigoberto Urán     | Colombie           | EF Education-Nippo  | + 5 min 18 s        |
| 3e                 | Jonas Vingegaard   | Danemark           | Jumbo-Visma         | + 5 min 32 s        |
| 4e                 | Richard Carapaz    | Équateur           | Ineos Grenadiers    | + 5 min 33 s        |
| 5e                 | Ben O'Connor       | Australie          | AG2R Citroën        | + 5 min 58 s        |
| 6e                 | Wilco Kelderman    | Pays-Bas           | Bora-Hansgrohe      | + 6 min 16 s        |
| 7e                 | Alexey Lutsenko    | Kazakhstan         | Astana-Premier Tech | + 6 min 30 s        |
| 8e                 | Enric Mas          | Espagne            | Movistar            | + 7 min 11 s        |
| 9e                 | Guillaume Martin   | France             | Cofidis             | + 9 min 29 s        |
| 10e                | Pello Bilbao       | Espagne            | Bahrain Victorious  | + 10 min 28 s       |
| modifier           |                    |                    |                     |                     |

| Classement par points | Classement par points | Classement par points | Classement par points | Classement par points |
| --------------------- | --------------------- | --------------------- | --------------------- | --------------------- |
|                       | Coureur               | Pays                  | Équipe                | Point(s)              |
| 1er                   | Mark Cavendish        | Royaume-Uni           | Deceuninck-Quick Step | 279 points            |
| 2e                    | Michael Matthews      | Australie             | Team BikeExchange     | 178 pts               |
| 3e                    | Jasper Philipsen      | Belgique              | Alpecin-Fenix         | 172 pts               |
| 4e                    | Sonny Colbrelli       | Italie                | Bahrain Victorious    | 151 pts               |
| 5e                    | Julian Alaphilippe    | France                | Deceuninck-Quick Step | 131 pts               |
| 6e                    | Nacer Bouhanni        | France                | Arkéa-Samsic          | 126 pts               |
| 7e                    | Tadej Pogačar         | Slovénie              | UAE Team Emirates     | 103 pts               |
| 8e                    | Wout van Aert         | Belgique              | Jumbo-Visma           | 100 pts               |
| 9e                    | Michael Mørkøv        | Danemark              | Deceuninck-Quick Step | 95 pts                |
| 10e                   | Nils Politt           | Allemagne             | Bora-Hansgrohe        | 70 pts                |
| modifier              |                       |                       |                       |                       |

| Classement du meilleur grimpeur | Classement du meilleur grimpeur | Classement du meilleur grimpeur | Classement du meilleur grimpeur | Classement du meilleur grimpeur |
| ------------------------------- | ------------------------------- | ------------------------------- | ------------------------------- | ------------------------------- |
|                                 | Coureur                         | Pays                            | Équipe                          | Point(s)                        |
| 1er                             | Nairo Quintana                  | Colombie                        | Arkéa-Samsic                    | 50 points                       |
| 2e                              | Wout van Aert                   | Belgique                        | Jumbo-Visma                     | 43 pts                          |
| 3e                              | Michael Woods                   | Canada                          | Israel Start-Up Nation          | 42 pts                          |
| 4e                              | Wout Poels                      | Pays-Bas                        | Bahrain Victorious              | 39 pts                          |
| 5e                              | Bauke Mollema                   | Pays-Bas                        | Trek-Segafredo                  | 36 pts                          |
| 6e                              | Kenny Elissonde                 | France                          | Trek-Segafredo                  | 27 pts                          |
| 7e                              | Tadej Pogačar                   | Slovénie                        | UAE Team Emirates               | 26 pts                          |
| 8e                              | Ben O'Connor                    | Australie                       | AG2R Citroën                    | 24 pts                          |
| 9e                              | Sergio Higuita                  | Colombie                        | EF Education-Nippo              | 22 pts                          |
| 10e                             | Julian Alaphilippe              | France                          | Deceuninck-Quick Step           | 20 pts                          |
| modifier                        |                                 |                                 |                                 |                                 |

| Classement général du meilleur jeune | Classement général du meilleur jeune | Classement général du meilleur jeune | Classement général du meilleur jeune | Classement général du meilleur jeune |
|                                      | Coureur                              | Pays                                 | Équipe                               | Temps                                |
| ------------------------------------ | ------------------------------------ | ------------------------------------ | ------------------------------------ | ------------------------------------ |
| 1er                                  | Tadej Pogačar                        | Slovénie                             | UAE Team Emirates                    | en 52 h 27 min 12 s                  |
| 2e                                   | Jonas Vingegaard                     | Danemark                             | Jumbo-Visma                          | + 5 min 32 s                         |
| 3e                                   | Aurélien Paret-Peintre               | France                               | AG2R Citroën                         | + 24 min 44 s                        |
| 4e                                   | David Gaudu                          | France                               | Groupama-FDJ                         | + 30 min 51 s                        |
| 5e                                   | Sergio Higuita                       | Colombie                             | EF Education-Nippo                   | + 54 min 41 s                        |
| 6e                                   | Mark Donovan                         | Royaume-Uni                          | Team DSM                             | + 1 h 24 min 38 s                    |
| 7e                                   | Valentin Madouas                     | France                               | Groupama-FDJ                         | + 1 h 24 min 57 s                    |
| 8e                                   | Jonas Rutsch                         | Allemagne                            | EF Education-Nippo                   | + 1 h 30 min 51 s                    |
| 9e                                   | Brent Van Moer                       | Belgique                             | Lotto-Soudal                         | + 1 h 30 min 59 s                    |
| 10e                                  | Neilson Powless                      | États-Unis                           | EF Education-Nippo                   | + 1 h 34 min 53 s                    |
| modifier                             |                                      |                                      |                                      |                                      |

| Classement par équipes | Classement par équipes | Classement par équipes | Classement par équipes |
|                        | Équipe                 | Pays                   | Temps                  |
| ---------------------- | ---------------------- | ---------------------- | ---------------------- |
| 1re                    | Bahrain Victorious     | Bahreïn                | en 158 h 16 min 53 s   |
| 2e                     | AG2R Citroën           | France                 | + 10 min 1 s           |
| 3e                     | EF Education-Nippo     | États-Unis             | + 15 min 47 s          |
| 4e                     | Ineos Grenadiers       | Royaume-Uni            | + 17 min 27 s          |
| 5e                     | Bora-Hansgrohe         | Allemagne              | + 29 min 31 s          |
| 6e                     | Jumbo-Visma            | Pays-Bas               | + 29 min 47 s          |
| 7e                     | Movistar               | Espagne                | + 38 min 22 s          |
| 8e                     | Astana-Premier Tech    | Kazakhstan             | + 42 min 58 s          |
| 9e                     | Trek-Segafredo         | États-Unis             | + 44 min 51 s          |
| 10e                    | UAE Team Emirates      | Émirats arabes unis    | + 54 min 11 s          |
| modifier               |                        |                        |                        |

## Abandons
- Michael Gogl (Qhubeka NextHash) : non-partant[2]
- Roger Kluge (Lotto-Soudal) : abandon[2]
- Simon Yates (BikeExchange) : abandon[2]
- Lucas Hamilton (BikeExchange) : abandon[2]